# Bitwa pod Świekatowem

Bitwa o Pomorze – 2 września 1939

Bitwa pod Świekatowem – bitwa kampanii wrześniowej stoczona 2 września 1939 podczas walk w tzw. korytarzu pomorskim. 
27 Dywizja Piechoty należała do Korpusu Interwencyjnego, którego zadaniem było zdławienie ewentualnego niemieckiego puczu w Gdańsku. Wobec dynamicznego rozwoju sytuacji, Korpus Interwencyjny został rozwiązany, a 27 Dywizję Piechoty przydzielono 31 sierpnia 1939 do Armii „Pomorze”. W chwili wybuchu wojny znajdowała się ona nadal w głębi tzw. korytarza pomorskiego. W celu wycofania się z niebezpiecznego rejonu, dywizja ruszyła forsownym marszem w rejon Chełmna, jednak gdy niemiecka 3 Dywizja Pancerna dokonała wyłomu w polskich liniach obrony, gen. Juliusz Drapella otrzymał rozkaz uderzenia na południe siłami 9. i 27. Dywizji Piechoty celem zlikwidowania niemieckiego zgrupowania w rejonie Świekatowa. 
Pod osłoną nocy do uderzenia ruszyły pododdziały 34 pułku piechoty z 9 Dywizji Piechoty, jednak natarcie to załamało się. Po południu dywizja ponowiła uderzenie siłami 34. i 35 pułku piechoty, jednak oba zostały rozbite. Równocześnie do walki pod Świekatowem przystąpiła 27 Dywizja Piechoty, jednak jej pułki działały na kierunkach rozbieżnych. Około13.00 rozpoczęły się walki pod Tuszyną, gdzie dwa bataliony 24 pułku piechoty, dzięki wsparciu dział 27 pułku artylerii lekkiej i 27 dywizjonu artylerii ciężkiej początkowo uzyskały powodzenia, jednak gdy na ich skrzydło wyszły niemieckie czołgi, zmusiło to polskich żołnierzy do odwrotu.
Z pomocą batalionu z 23 pułku piechoty polscy żołnierze odpierali niemieckie ataki, ale reszta 23 pp, część artylerii i tabory dywizyjne zostały zbombardowane przez niemieckie lotnictwo i uległy dezorganizacji. 50 pułk piechoty uderzył bezpośrednio na Świekatowo, początkowo osiągając sukces, ale niemieckie siły zmusiły czołowy batalion do pospiesznego odwrotu, a zdziesiątkowany pułk wycofał się na nowe pozycje między jeziorami Siewnik i Zaleskie, gdzie piechota odparła, przy wsparciu artylerii, dwa natarcia niemieckie. 
Bitwa zakończyła się porażką polskich wojsk. Po niepowodzeniu pod Świekatowem gen. Drapella nakazał dywizji marsz do Bydgoszczy, wzdłuż Wisły, ale nie wszystkie jednostki były w stanie wykonać to zadanie i uległy rozbiciu na terenach Pomorza.
Dzień po bitwie Niemcy zamordowali w Świekatowie co najmniej 22 mieszkańców.